# المضایا
المضایا (به عربی: المضایا) یک منطقهٔ مسکونی در عربستان سعودی است که در استان جازان واقع شده‌است.